# Kinshasa
Kinshasa (in lingala Kinsásá; fino al 30 giugno 1966 Léopoldville) è la capitale e la maggiore città della Repubblica Democratica del Congo. La sua area metropolitana è la terza più grande dell'Africa con più di 17.000.000 di abitanti, dopo quelle de Il Cairo e di Lagos. Nell'ordinamento amministrativo del paese, Kinshasa è sia una città sia una provincia (in modo analogo a Parigi nell'ordinamento francese, che è sia una città sia un dipartimento).
Kinshasa è la prima città di lingua francese al mondo per popolazione, davanti a Parigi e Montréal. Kinshasa è molto vicina a Brazzaville, capitale della Repubblica del Congo: le separa solo il fiume Congo, il che le rende le due capitali più vicine del mondo.

## Geografia fisica

### Territorio

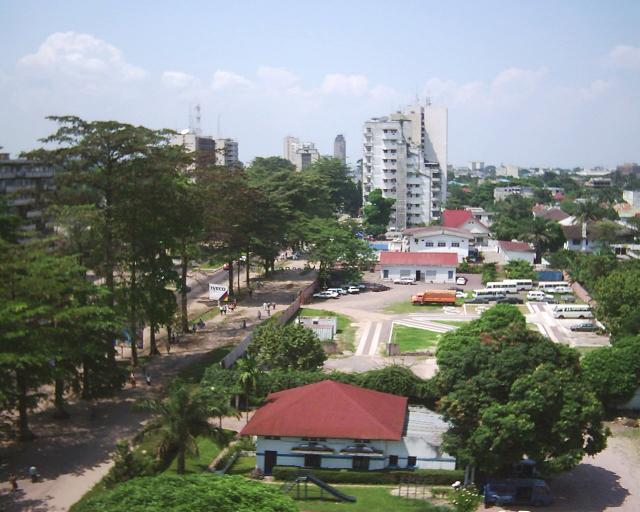
Il centro della città nel 2003

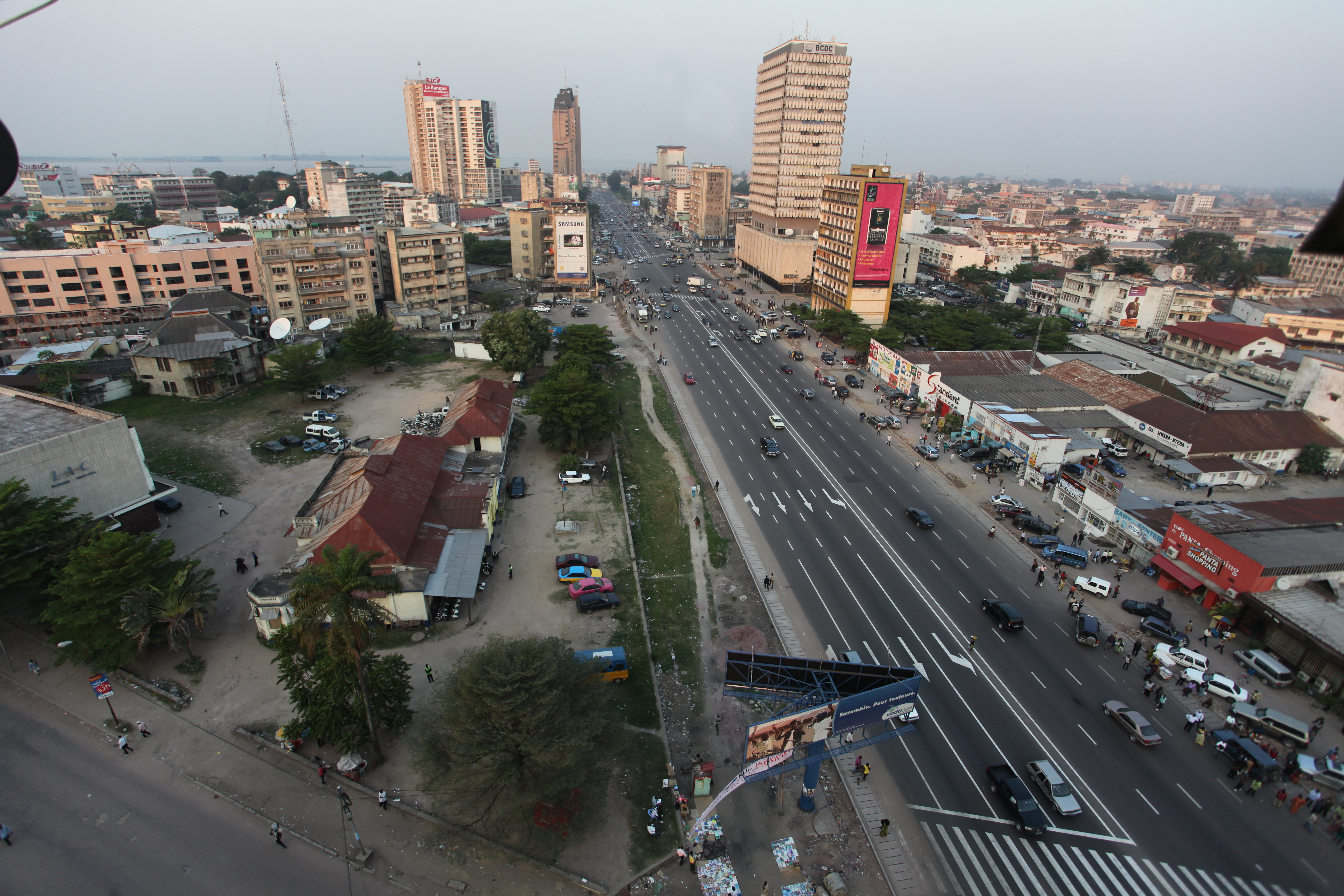
Il centro della città

Kinshasa è situata a 280 m s.l.m., sulla riva sinistra del fiume Congo, in corrispondenza alla sponda meridionale dell'ampio bacino della palude di Malebo, e posta alle coordinate 4 19' 30" Sud 15 19' 20" Est. È fiancheggiata a est dalle province di Mai-Ndombe, Kwilu e Kwango, mentre il fiume Congo ne delinea i confini occidentali e settentrionali, delimitando naturalmente il confine con la Repubblica del Congo. A sud, il territorio è delimitato dalla provincia del Congo Centrale.
Il fiume Congo fornisce un mezzo di trasporto per gran parte del suo bacino fluviale: è navigabile per le chiatte fluviali tra Kinshasa e Kisangani; anche molti dei suoi affluenti sono navigabili. Il fiume è un'importante fonte di energia idroelettrica e a valle di Kinshasa ha il potenziale per generare energia equivalente all'utilizzo di circa metà della popolazione africana.
La città-provincia si estende su una superficie di 9965 km² ed è costituita da un grande altopiano (altopiano di Kwango), da una catena di colline (monti Ngaliema, Amba, Ngafula), da terreni pianeggianti del promontorio di Gombe e dalle zone umide ai margini della palude di Malebo (situata 15 km a sud e precedentemente nota come Stanley Pool).

### Clima
Le temperature medie annuali dell'area geografica in questione sono elevate su valori di 27 °C (media tra le minime e le massime). In alcuni rari periodi le minime scendono appena sotto i 20 °C permettendo un po' di refrigerio. Seppur con ancor minore frequenza anche nella stessa metropoli congolese si possono avere notti più fresche, comunque un'irrisoria percentuale durante tutto un anno.
Presenta un clima quasi tipicamente equatoriale con solamente valori di accumulo pluviometrico più bassi rispetto alle zone strettamente equatoriali e un periodo di stagione secca, quest'ultima dovuta in primis alla relativa lontananza dell'Oceano Atlantico (400–450 km in linea d'aria), dispensatore di umidità.
| Kinshasa            | Mesi | Mesi | Mesi | Mesi | Mesi | Mesi | Mesi | Mesi | Mesi | Mesi | Mesi | Mesi | Stagioni | Stagioni | Stagioni | Stagioni | Anno  |
| Kinshasa            | Gen  | Feb  | Mar  | Apr  | Mag  | Giu  | Lug  | Ago  | Set  | Ott  | Nov  | Dic  | Inv      | Pri      | Est      | Aut      | Anno  |
| ------------------- | ---- | ---- | ---- | ---- | ---- | ---- | ---- | ---- | ---- | ---- | ---- | ---- | -------- | -------- | -------- | -------- | ----- |
| T. max. media (°C)  | 30,6 | 31,3 | 32,0 | 32,0 | 31,1 | 28,8 | 27,3 | 28,9 | 30,6 | 31,1 | 30,6 | 30,1 | 30,7     | 31,7     | 28,3     | 30,8     | 30,4  |
| T. min. media (°C)  | 21,2 | 21,6 | 21,6 | 21,8 | 21,6 | 19,3 | 17,7 | 18,5 | 20,2 | 21,3 | 21,5 | 21,2 | 21,3     | 21,7     | 18,5     | 21,0     | 20,6  |
| Precipitazioni (mm) | 146  | 125  | 177  | 200  | 125  | 6    | 2    | 3    | 35   | 129  | 249  | 171  | 442      | 502      | 11       | 413      | 1 368 |

### Geologia
Dal punto di vista geologico, il suolo di Kinshasa appartiene alla categoria dell'Arenoferrasol, caratterizzato da sabbie fini con un contenuto di argilla tipicamente inferiore al 20%, scarsa materia organica e saturazione di complessi assorbenti. Il basamento è composto da rocce precambriane, caratterizzate da arenaria rossa finemente stratificata e spesso infusa di feldspato. Questa roccia è visibile alla base delle rapide vicino al Monte Ngaliema e a sud del fiume N'djili, e resiste efficacemente alle forze erosive.

## Storia

### Pre-colonizzazione
Le tracce dell'occupazione umana in Africa centrale risalgono alle popolazioni pigmee di decine di migliaia di anni fa. Più tardi, nel I millennio a.C., i popoli bantu si insediarono nella regione del medio e basso Congo, precedentemente occupata esclusivamente dai pigmei. Tribù e popoli diversi costituirono la nuova popolazione. Presso lo stagno di Malebo, i Teke (conosciuti anche come Tio o Bateke) popolavano la riva destra (nord) del fiume, mentre la riva sinistra (sud) era popolata da popoli assimilati ai Tio, Humbu e Mfinu. La regione fu vittima della schiavitù e protagonista del commercio dell'avorio, che arricchì il popolo Teke, che poi divenne il regno.
Prima della fondazione di Kinshasa, l'area fece per un certo periodo parte del Regno di Anziku. Intorno al 1698, era diventata un dominio essenzialmente indipendente, noto come Nkonkobela.
A partire dal XVI o XVII secolo, la regione divenne un punto di snodo tra il bacino del fiume e le regioni costiere. I prodotti provenienti dalle Americhe venivano portati all'interno del continente attraverso il commercio e gli schiavi (spesso quelli sconfitti in vari conflitti) partivano per Loango, alla foce del fiume e a sud del regno Kongo. I Bobangis, talvolta conosciuti come Bangala (popolo del fiume), gestivano la maggior parte del commercio con la regione equatoriale, navigando il fiume e i suoi affluenti fino ai villaggi Teke. Nel corso del XVIII e XIX secolo, i pescatori e soprattutto i commercianti Teke del nord crearono mercati e villaggi coloniali a sud della Palude di Malebo e sull'altopiano di Batéké. Le tribù della regione, Humbu e Mfinu, erano considerate le proprietarie di questa sponda del fiume. Con il tempo, i coloni Teke hanno spinto la popolazione locale più lontano dalle rive, verso l'interno delle colline. I principali villaggi Teke sulla riva meridionale erano Nsasa, con quasi 5.000 abitanti, e Ntambo, con meno di 3.000. Lemba, tra una moltitudine di piccoli villaggi Humbu, era la capitale commerciale e politica dell'Humbus, con circa 300 abitanti. I mercati fluviali vedevano andare e venire carovane di schiavi che trasportavano olio, mandorle, palma, arachidi, sesamo e avorio.

### Colonizzazione europea

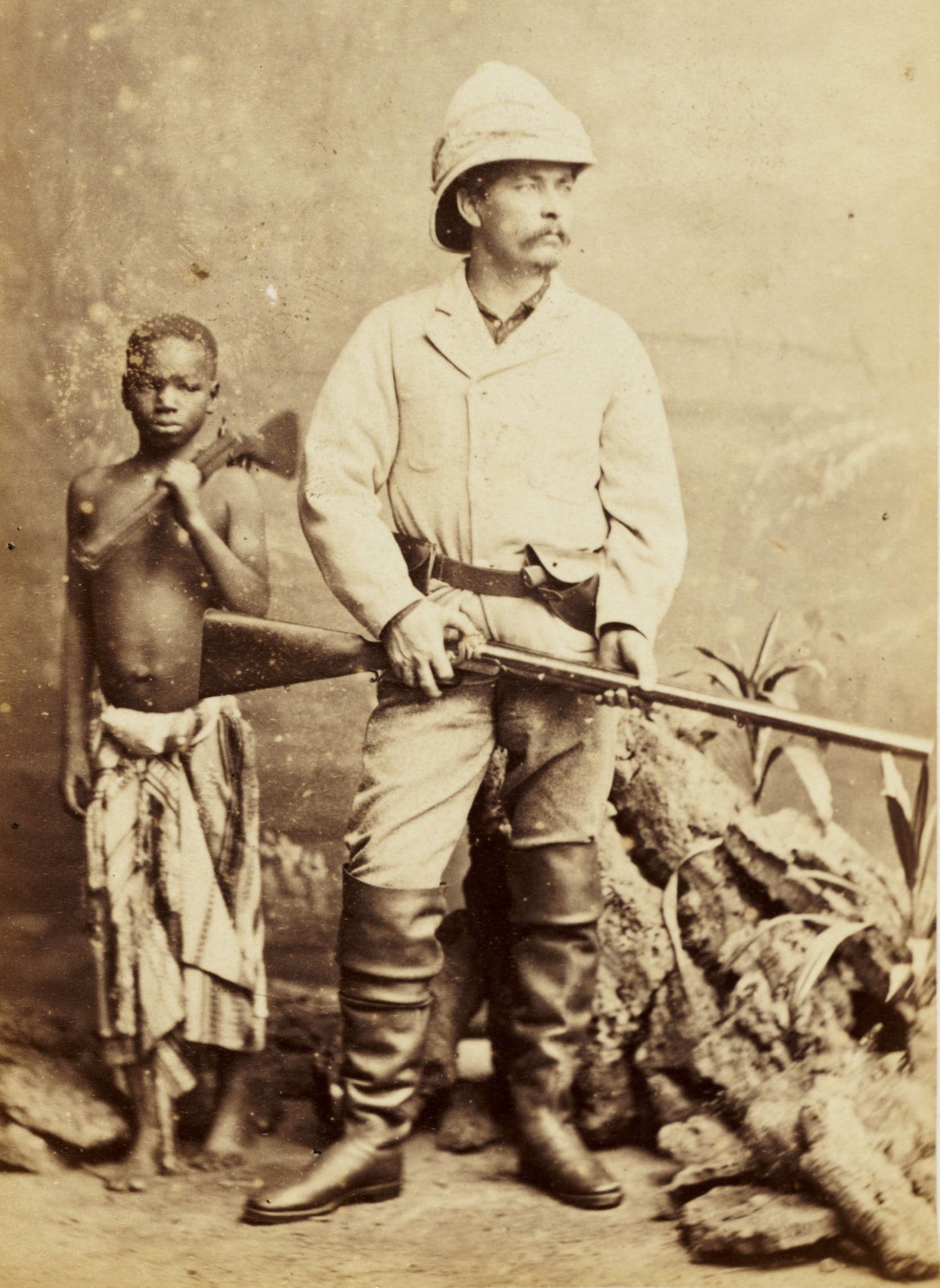
Henry Morton Stanley

La città fu fondata da Henry Morton Stanley, il primo europeo a visitare l'enclave dove oggi sorge la città. Arrivò a Ntamo il 12 marzo 1878, nel bel mezzo del suo viaggio attraverso il continente africano, che prevedeva di percorrere dalla costa atlantica a ovest all'Oceano Indiano a est. Nel 1881, firmò il “trattato di amicizia” con il capo Teke Ngalyema, ottenendo così il diritto di costruire un campo a Malebo. Entro quattro mesi dal completamento della strada intorno alle cascate Livingstone e dal collegamento con il Manyanga Camp, il nuovo campo fu completato. Si trovava nell'attuale comune di Kintambo, ai margini della baia di Ngaliema, tra i villaggi di Ntamo e Kinsasa. L'importanza strategica degli insediamenti era dovuta al fatto che la palude di Malebo, che separa le due città, è il punto a partire dal quale il fiume Congo diventa navigabile procedendo verso l'interno del continente. Per avere accesso a tutto il bacino del Congo, quindi, era necessario procedere via terra solo fino a Malebo, dopodiché era possibile procedere (molto più agevolmente) via fiume.
Il piccolo campo base crebbe fino a diventare una vera e propria città con il nome di Léopoldville, in onore del sovrano belga Leopoldo II, appena un anno dopo che il suo rivale nell'esplorazione del fiume Congo, Pietro Savorgnan di Brazzà, aveva fondato Brazzaville sulla riva opposta del fiume.
Leopolville era il campo più grande mai costruito e aveva il vantaggio di essere situato nello stretto in cui il fiume Congo diventa navigabile fino a 1500 km a monte. Il sito, spazioso e facilmente difendibile, era già popolato da 66 villaggi prima dell'arrivo di Stanley, con una popolazione totale stimata in 30.000 abitanti. Stanley fondò anche un'altra stazione, vicino al villaggio di Kinshasa (nshasa significa “mercato”), in accordo con il capo Ntsuvila. Questo villaggio diede il nome all'attuale città, sviluppandosi con la crescita del villaggio di Mpumba, dove oggi si trova il quartiere degli affari. Quando Stanley tornò in Congo nel 1882, il campo era in condizioni deplorevoli e dovette essere ricostruito nell'arco di diversi mesi.

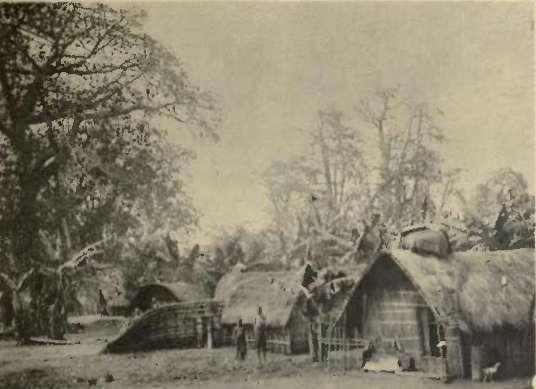
Villaggio Teke di Kinshasa nel 1912

La città ha prosperato come primo porto fluviale navigabile sul fiume Congo: inizialmente, tutte le merci dall'interno al mare e viceversa dovevano essere trasportate da persone tra Leopoldville e la città di Matadi, un porto fluviale a valle delle rapide, a circa 150 chilometri dalla costa. Investitori e commercianti europei formarono un gruppo internazionale per costruire una ferrovia intorno alle cascate Livingstone, che collegasse Matadi a Livingstone. La costruzione iniziò nel 1890 e la linea fu completata nel 1898.
La sua importanza economica aumentò e la ferrovia diede un impulso definitivo alla crescita della città, che nel 1910 contava appena 10.000 abitanti. Migliaia e migliaia di africani furono trasportati come schiavi per la costruzione della ferrovia, utilizzando sotterfugi per indurre i capi locali a firmare documenti che non capivano. Molti morirono, le famiglie vennero smembrate, interi gruppi scomparvero e molti altri partirono per le nuove città in cerca di un futuro migliore, dove avrebbero trovato più miseria, mentre i costumi, le tradizioni e le diverse conoscenze venivano dimenticati.
Nel 1923, la città fu elevata a capitale del Congo belga, sostituendo la città di Boma nell'estuario del Congo, in base al decreto reale del 1° luglio 1923, controfirmato dal ministro delle Colonie, Louis Franc. In precedenza, Léopoldville era stata designata come “distretto urbano”, comprendente esclusivamente i comuni di Kintambo e l'attuale Gombe, sorto intorno alla baia di Ngaliema. In seguito sono sorti i comuni di Kinshasa, Barumbu e Lingwala. Negli anni '30, questi comuni ospitavano prevalentemente dipendenti di Chanic, Filtisaf e Utex Africa.
Quando, negli anni venti, la capitale del Congo belga venne spostata da Boma a Léopoldville, essa crebbe repentinamente: a metà degli anni trenta gli abitanti erano circa 40.000, 2.500 dei quali erano europei; la popolazione stimata del 1945 era pari a 100.000 abitanti, e all'inizio degli anni cinquanta gli abitanti erano 250.000, tra cui si stimava la presenza di 15.000 europei. La città divenne così la meta di molti abitanti delle campagne in cerca di lavoro, che si stabilirono nelle case della zona indigena. La città iniziò a essere popolata soprattutto da membri dell'etnia Bakongo. A quell'epoca risale la fondazione dell'università, amministrativamente aggregata all'Università di Lovanio, un'istituzione speciale per i nativi e veniva sorvegliata per evitare che influenze straniere raggiungessero i suoi alunni.
Prima dell'indipendenza, Léopoldville era costituita da due parti distinte, la città degli europei e quella africana, quest'ultima chiamata Quartier Indigène. I residenti necessitavano di un permesso speciale per entrare nelle diverse parti della città dopo le ore 21:00. Nel 1950 venne costruito lo stadio. Nel 1960 Léopoldville aveva circa 400.000 abitanti, ed era la più popolosa città dell'Africa centrale.

### Indipendenza
Con i disordini del gennaio 1959, l'indipendenza politica cominciò a prendere piede. Le elezioni municipali, parlamentari e presidenziali provocarono tensioni etniche che portarono all'intervento della polizia. I Bakongo vinsero comunque le elezioni municipali e presidenziali. La guerra civile che, dopo l'indipendenza del 1960, ha fatto esplodere l'immigrazione dei Baluba. Con la presa del potere da parte dell'ascesa al potere della rivolta, nel 1965, la lingua regionale della città, il Lingala, divenne la lingua ufficiale e fu insegnata in modo paritario con il francese.
Nel 1965 Mobutu Sese Seko prese il controllo del Paese dopo la crisi del Congo e il suo secondo colpo di Stato e avviò una politica di africanizzazione che promosse la ridenominazione di persone e luoghi del Paese. Così, nel 1966, la città cambiò nome in Kinsasa, prendendo il nome dalla città di Kinchassa, situata a circa due ore a est di Leopoldville e dove la Compagnia Commerciale Belga aveva stabilito la sua principale stazione commerciale.
La città crebbe rapidamente sotto il governo di Mobutu, attirando persone da tutto il Paese che venivano in cerca di fortuna o che cercavano di sfuggire ai conflitti etnici in altre aree. Questo ha portato a un inevitabile cambiamento nella composizione etnica della città. Un risultato di questo processo, ad esempio è la lingua paralta nei territori della capitale: sebbene Kinshasa sia situata in un territorio tradizionalmente appartenente ai Bateke e ai Bahumbu, la lingua franca di Kinshasa è oggi il Lingala.
Nel 1991 e nel 1993, Kinshasa è stata vittima di saccheggi, le cui conseguenze sono ancora visibili sia materialmente che umanamente alla fine degli anni 2000. Il saccheggio è stato seguito da una crisi economica causata da un sistema politico ed economico inefficiente e corrotto in tutto il Paese.
Nel 1997, dopo l'ascesa al potere di Laurent-Désiré Kabila, in città è scoppiata la violenza etnica. Le politiche del nuovo leader hanno avuto un impatto sull'economia della capitale e del Paese nel suo complesso, portando a un aumento della corruzione.
Kinshasa ha sofferto gravemente per gli eccessi, la corruzione e il nepotismo del governo di Mobutu e per la prima guerra del Congo, che ha portato alla sua caduta. Tuttavia, Kinshasa rimane uno dei principali centri culturali e intellettuali dell'Africa centrale, con una crescente comunità di musicisti e artisti. È anche il principale centro industriale del Paese, dove vengono lavorate molte delle materie prime provenienti dall'interno.

## Economia
Kinshasa è anche un attivo centro industriale e costituisce il maggior porto fluviale dell'Africa, capolinea della ferrovia e dell'oleodotto per Matadi.
Nel 2022, il PIL di Kinshasa ha superato le aspettative iniziali con un'espansione dell'8,5%, come riportato dal Fondo Monetario Internazionale (FMI). L'industria mineraria della RDC è stata determinante per il mantenimento di prospettive economiche positive, anche in presenza della pandemia di COVID-19. Le esportazioni di materie prime, in particolare cobalto e rame, hanno registrato prezzi storicamente elevati, con conseguenti ingenti investimenti nel settore. Tra l'altro, la produzione è aumentata e le restrizioni legate al Covid sono diminuite, portando a una crescita economica sostenuta.
Nonostante le sfide esterne, tra cui le ripercussioni della guerra russo-ucraina, la Repubblica Democratica del Congo ha dimostrato una generale stabilità fiscale, e così la sua capitale. Nel 2022, la performance fiscale ha superato le previsioni, evidenziando una migliore generazione di entrate. Tuttavia, l'aumento delle spese legate ai problemi di sicurezza e agli arretrati interni ha portato a un deterioramento del saldo di bilancio complessivo. Tuttavia, il rischio di indebitamento è rimasto moderato, con un debito pubblico pari al 24,7% del PIL. L'approvazione della terza revisione del programma del FMI riflette i risultati soddisfacenti degli sforzi di riforma del Paese.

## Cultura
A Kinshasa si trovano il Museo Nazionale e l'Accademia di Belle Arti di Kinshasa.
Kinshasa ha una fiorente scena musicale che, dagli anni '60, opera sotto il patrocinio dell'élite cittadina. L'Orchestre Symphonique Kimbanguiste, costituita nel 1994, ha iniziato a utilizzare strumenti musicali migliori e da allora è cresciuta in mezzi e reputazione.
Molti kinois hanno una visione negativa della città, esprimendo nostalgia per lo stile di vita rurale, e un'associazione più forte con la nazione congolese che con Kinshasa.

### Università
In città si trova l'università cattolica del Congo.

### Sport
Gli sport, in particolare il calcio e le arti marziali, sono molto popolari a Kinshasa. La città ospita lo stadio nazionale del Paese, lo Stade des Martyrs (Stadio dei Martiri). Il Vita Club, il Daring Club Motema Pembe e l'AS Dragons attirano spesso grandi folle di tifosi.
Nel 1974, Kinshasa ha ospitato allo Stade Tata Raphaël l'incontro di boxe Rumble in the Jungle tra Muhammad Ali e George Foreman, in cui Ali ha sconfitto Foreman, riconquistando il titolo mondiale dei pesi massimi.

## Geografia antropica

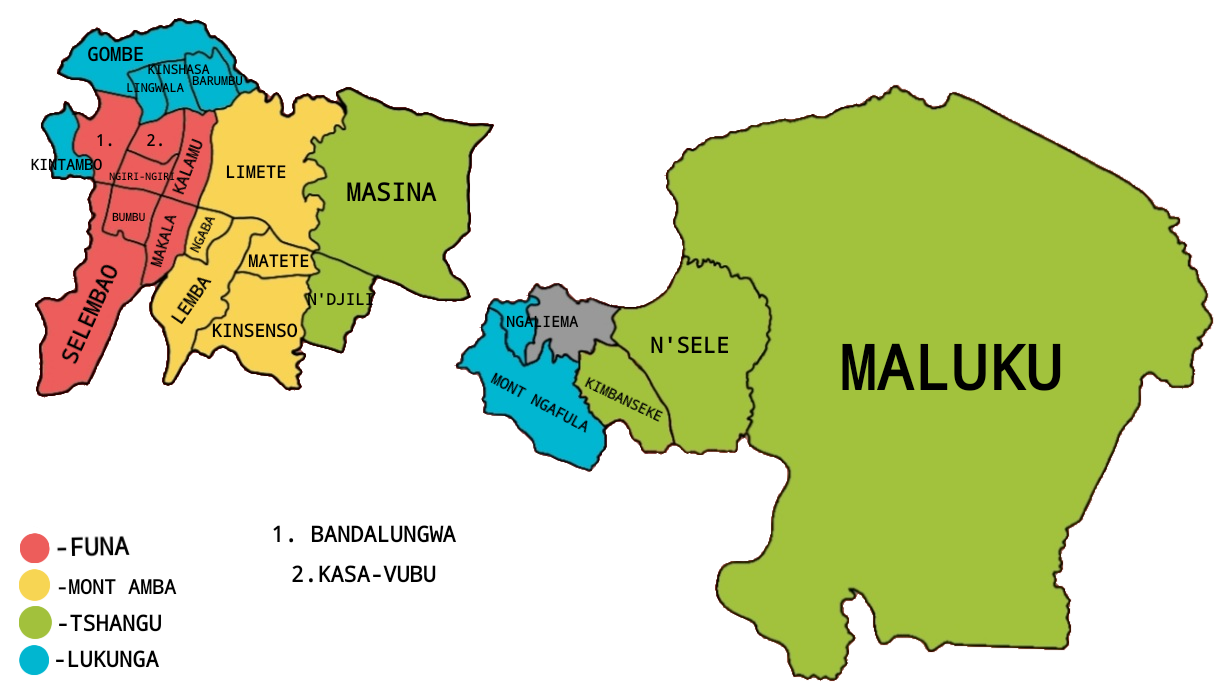
Mappa di Kinshasa e delle sue divisioni amministrative (Commune)

### Suddivisioni amministrative
Kinshasa è una città (ville in francese) e una provincia (province francese), una delle 26 province della Repubblica Democratica del Congo. Il suo status è così, simile a Parigi, che è una città e uno dei 101 dipartimenti della Francia.
La ville-province di Kinshasa è divisa in quattro distretti che sono ulteriormente divisi in 24 communes (comuni), che a loro volta contengono diversi quarti (332 in totale).
- Funa District
  - Bandalungwa
  - Bumbu
  - Kalamu
  - Kasa-Vubu
  - Makala
  - Ngiri-Ngiri
  - Selembao

- Lukunga District
  - Barumbu
  - Gombe
  - Kinshasa
  - Kintambo
  - Lingwala
  - Mont Ngafula
  - Ngaliema

- Mont Amba District
  - Kisenso
  - Lemba
  - Limete
  - Matete
  - Ngaba

- Tshangu District
  - Kimbanseke
  - Maluku
  - Masina
  - Ndjili
  - Nsele